# Jesús Ramírez Cuevas
Jesús Ramírez Cuevas (Ciudad de México, 19 de enero de 1966) es un político mexicano, miembro del partido Morena. Es el Coordinador de Asesores de la Presidenta de la República durante el gobierno de Claudia Sheinbaum desde el 1 de octubre de 2024.
Anteriormente, fue Coordinador General de Comunicación Social y Vocero del Gobierno de la República durante el sexenio del presidente Andrés Manuel López Obrador entre 2018 y 2024.

## Biografía
Nació el 19 de enero de 1966 en el Conjunto Urbano Nonoalco Tlatelolco de la Ciudad de México. Hijo de un abogado y una enfermera.

## Trayectoria académica
Egresó de la Licenciatura en Ciencias Políticas de la Universidad Nacional Autónoma de México. Se inició como reportero en el Semanario Motivos, cubriendo la precampaña electoral de Cuauhtémoc Cárdenas. A su vez, fue reportero del diario La Jornada durante el levantamiento zapatista y reportó para la agencia Associated Press y Reuters.

## Trayectoria política
Conoció a Andrés Manuel López Obrador por conducto del escritor Carlos Monsiváis en la casa del escritor José María Pérez Gay. Durante las elecciones presidenciales de 2006 fue asesor de Andrés Manuel López Obrador y posteriormente formó parte de su “gobierno legítimo” como secretario técnico.
En 2012 asume como secretario de Comunicación y Difusión del Comité Ejecutivo Nacional de Morena, y como tal crea el periódico Regeneración, del que fue su director. Entre 2016 y 2017 formó parte de la Asamblea Constituyente de la Ciudad de México, siendo presidente de la Comisión de Pueblos y Barrios Originarios y Comunidades Indígenas de la misma.
En 2018 el presidente López Obrador lo designó como Coordinador General de Comunicación Social y Vocero del Gobierno de la República, cargo que desempeñó hasta 2024.

## Obras
- Glosario Zapatista, coautor con Guiomar Rovira, en el libro Marcos, el señor de los espejos de Manuel Vázquez Montalbán, Aguilar, (2000)
- El otro jugador, la marcha del color de la tierra (coautor), La Jornada, (2001)
- La estima chiave, Sherwood, (2001)
- Una mirada a la marcha de la dignidad indígena (2001)
- La Rebelión Global (Praga), Cuadernos de la Jornada, (2003)
- La Ciudad de México, crónica de sus delegaciones, Secretaría de Educación del DF, (2008), escrito con Carlos Monsiváis
- Nuevo Proyecto de Nación por el renacimiento de México (Coordinador) (2011)
- Presidencia Comprada (2012)

## Filmografía
- De la autocrítica a la utopía: Resistencia al neoliberalismo en el mundo (1996)
- Polho: un pueblo que resurge (1998) .... director, productor, editor, escritor y cinematógrafo
- La guerra contra los pueblos zapatistas (1999) .... director, editor, escritor y cinematógrafo
- Contra el silencio de las voces (1999). Ganador del 1.er. lugar en el Concurso Iberoamericano de Videodocumental en la categoría Movimientos Sociales.
- El fuego, la palabra (10 años de lucha zapatista) (2003) .... cinematógrafo
- Luz para todos (la electrificación de colonias populares de Ecatepec por el Sindicato Mexicano de Electricistas) (2009) ....
- Corazones de maíz: La milpa náhuat y tutunakú (2015) .... director y cinematógrafo

### Televisión
- La Verdad sea dicha (2007) .... director